# Taubenturm (Coulommes)
Koordinaten: 48° 53′ 26,2″ N, 2° 55′ 51,3″ O

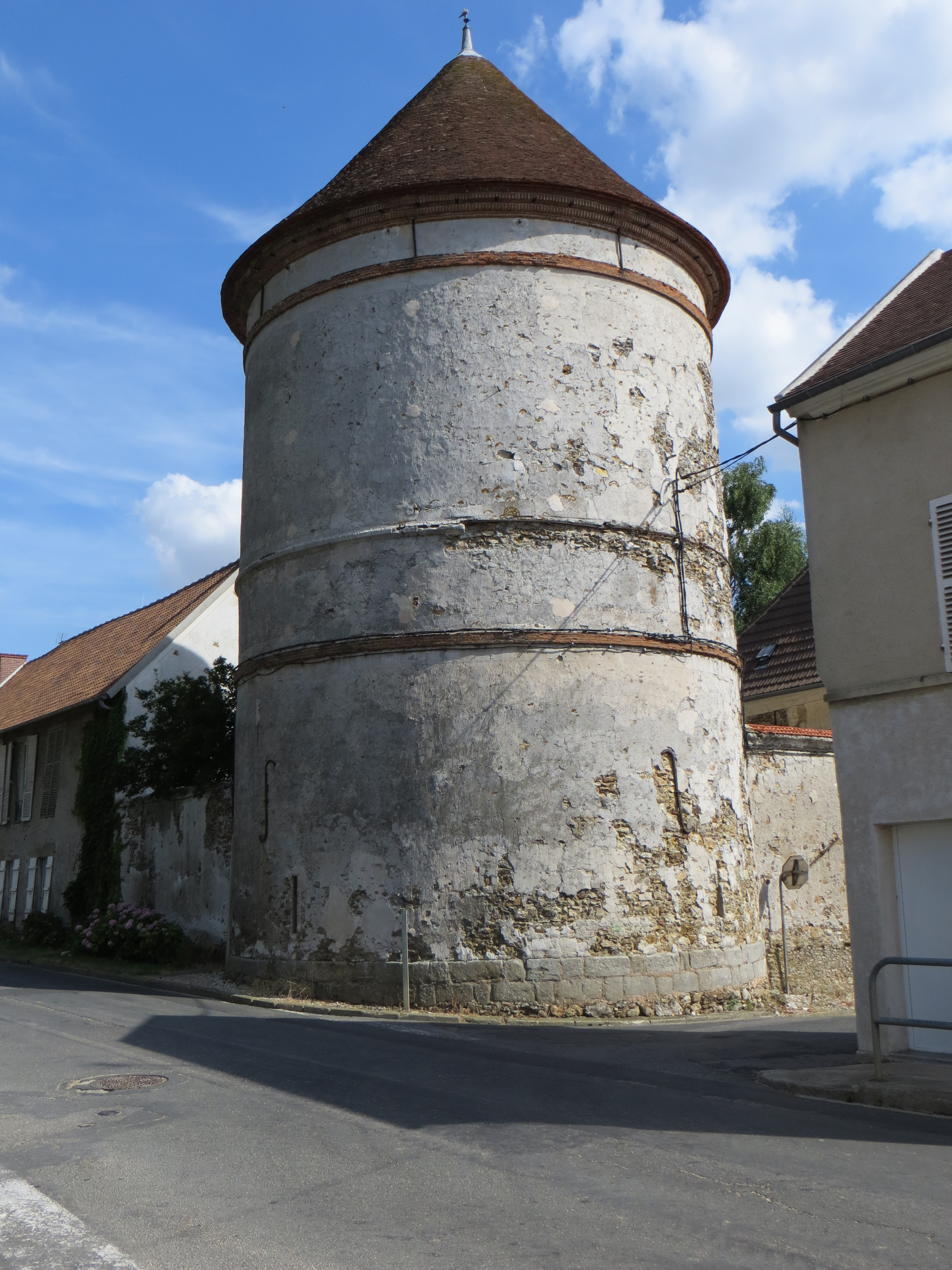
Taubenturm in Coulommes

Der Taubenturm (französisch colombier oder pigeonnier) in Coulommes, einer französischen Gemeinde im Département Seine-et-Marne in der Region Île-de-France, wurde 1730 errichtet. Der Taubenturm an der Place de l’Église Nr. 24 steht seit 1987 als Monument historique auf der Liste der Baudenkmäler in Frankreich.

## Geschichte
Der runde Taubenturm aus Bruchsteinmauerwerk entstand aus einem Turm eines Hospizes, das nicht mehr existiert. Der angrenzende Bauernhof integrierte den Turm in sein Anwesen. Das Erdgeschoss besteht aus einem Saal mit einer gewölbten Decke, die von einer Mittelsäule getragen wird. Darüber befindet sich der Raum mit den Nestern der Tauben.